# Kitaro e la maledizione del millennio
Kitaro e la maledizione del millennio (ゲゲゲの鬼太郎 千年呪い歌?, Gegege no Kitarô: Sennen noroi uta) è un film del 2008 diretto da Katsuhide Motoki.
La pellicola live action è ispirata al celebre anime e manga Kitaro dei cimiteri di Shigeru Mizuki. Il film è il sequel di Kitaro dei cimiteri - Il film, uscito nei cinema l'anno precedente.
In Italia il film è stato trasmesso per la prima volta il 13 giugno 2015 sul canale di SKY Man-Ga, che aveva già precedentemente trasmesso anche il prequel. Entrambi sono andati in onda in lingua originale con i sottotitoli in italiano.

## Personaggi
Come per il primo film, il personaggio Medama Oyaji (Padre bulbo oculare) realizzato in CGI, è doppiato da Isamu Tanonaka, lo storico doppiatore del personaggio, che gli ha prestato la voce in tutte le serie animate finora dedicate alla serie dal 1968.